# Phenacovolva lenoreae
Phenacovolva lenoreae is een slakkensoort uit de familie van de Ovulidae. De wetenschappelijke naam van de soort is voor het eerst geldig gepubliceerd in 1980 door Cardin & Walls.